# イスラエルの大量破壊兵器
イスラエルは、核兵器を始めとする大量破壊兵器を保有していると国際社会から広く信じられている。また、中東地域で唯一核拡散防止条約（NPT）に加盟しておらず、その地位を認められていない核保有国4国のうちの一つである。アメリカ合衆国議会の技術評価局の報告によると、非公式の生物兵器と化学兵器の開発計画が存在するという 。
しかし、イスラエルは、公式には核兵器を含めた大量破壊兵器の保有について否定も肯定もしない立場を取っている。

## 核兵器
イスラエル政府は核兵器保有に関して否定も肯定もしていないが、「最初に核を使用する国にはならないが、2番目に甘んじることもない」という談話もあり、「曖昧政策」とも称されている。しかし、核技術者モルデハイ・ヴァヌヌの内部告発による状況証拠などから、核保有は確実視されており、一種の「公然の秘密」となっている。
イスラエルは建国直後から核兵器の研究を始め、1960年代よりネゲヴ核開発センター（Negev Nuclear Research Center、2018年より元首相シモン・ペレスの名前を冠している）にてフランスの協力を得て本格的な開発を始め、第三次中東戦争中に初の実戦配備が行われたとされる。1979年9月22日、アメリカの核実験偵察衛星ヴェラ6911が、南大西洋のプリンス・エドワード諸島沖で観測した二重閃光は、南アフリカ共和国とイスラエルが協力して行った核実験ではないかとの疑惑がある（ヴェラ事件）。しかし、アメリカによる調査委員会は観測機器の故障とし、核実験説を否定している。
アメリカ科学者連盟は、2000年代後半時点で80から100発程度の核弾頭を保有していると推測している。その中には、テラー・ウラム型のメガトン級の水素爆弾が含まれていると考えられている。また、核兵器運搬手段としてはICBMを所持しているとされる。
2007年当時の国際原子力機関（IAEA）事務局長であったモハメド・エルバラダイは、イスラエルを核保有国と位置付けていた。2013年9月20日、IAEAの年次総会は、アラブ連盟がイスラエルに対しNPTへの加盟などを求めていた決議案を、欧米や日本の反対により否決した。イスラエルは事実上の核兵器保有国でありながら、中東地域で唯一NPT非加盟であり、核開発能力への懸念から周辺諸国をまとめるアラブ連盟がIAEAの査察受け入れなどを求めていた。。
曖昧政策については、核兵器の有無を疑わせ、抑止効果を高めようとする狙いと、最大の同盟国アメリカに対する配慮と考えられている。NPT非加盟のイスラエルが核武装を公表すれば、周辺国のNPT脱退と核武装を招きかねないだけでなく、アメリカとの友好関係が崩れるか、これまで印・パの核保有やイランの核兵器開発を非難してきたアメリカがダブルスタンダードの謗りを受けることは免れないためである。
しかし、2006年12月5日、アメリカ上院軍事委員会公聴会で、次期国防長官に内定していたロバート・ゲーツが「（イランが核兵器開発を進めるのは）核保有国に囲まれているからだ。東にパキスタン、北にロシア、西にイスラエル、ペルシャ湾には我々（アメリカ）がいる」と発言し、アメリカがイスラエルの核保有について初めて公言したと注目された。イスラエルのシモン・ペレス特別副首相は、これについて「イスラエルは核保有をこれまで確認したことはない」と従来の見解を繰り返した。しかし、12月11日、ドイツの衛星放送テレビ局「SAT1」のインタビューで、エフード・オルメルト首相は「イスラエルは、他国を脅かしたりしない。しかし、イランはイスラエルを地図上から消滅させると公言している。そのイランが核兵器を保有しようとしていて、フランス、アメリカ、ロシア、イスラエルと同じレベルで話し合えるはずがない」と、核保有を暗に認めたとも取れる発言を行った。オルメルトは、翌日のドイツのアンゲラ・メルケル首相との合同記者会見で核保有を否定したが、イランは非難声明を出した。
2023年11月5日には、2023年パレスチナ・イスラエル戦争に際してアミハイ・エリヤフエルサレム問題・遺産大臣が、ガザ地区に対する核攻撃をハマース掃討作戦の「一つの選択肢」として容認する発言を行うという事件があった。この発言についてベンヤミン・ネタニヤフ首相は「現実離れしている」として彼の政府会合への出席を禁ずる処分を下したほか、イスラエル国内でもエリヤフの解任を求める声が上がっている。

## 化学兵器
イスラエルは、化学兵器禁止条約に調印しているが、批准（発効）はしていない。イスラエル生物学研究所（Israel Institute for Biological Research、IIBR）において、化学兵器の開発研究が行われたとの疑惑がある。また、1992年のエル・アル航空1862便墜落事故では、サリンの原料となるメチルホスホン酸ジメチル190リットルが墜落現場から発見された。しかし、イスラエル側はこれらの物質は毒物ではなく、防毒フィルターの試験のために使われるものであると主張した。それに加えて、この物質の輸送は何ら秘密ではなく、国際協定に従って積荷目録に記載されていたとも主張した。この積荷は、アメリカ合衆国商務省の許可の下で、アメリカの化学工場からIIBRに輸送される途中であったという。
アメリカ合衆国議会の技術評価局は、1993年に大量破壊兵器の拡散に関するレポートを発表した。そのレポートによると、イスラエルは非公式に、兵器として使用可能な量の化学兵器を所持しているとされている。アメリカエネルギー省長官であったビル・リチャードソンは、1998年に「イスラエルが長年、化学兵器と生物兵器の両方を製造しているのは疑いえない。それらの物質を所持しているのも疑いようがない」と語っている。

## 生物兵器
イスラエルは生物兵器禁止条約に調印も批准(或いは加入)もしていない。IIBRでは、化学兵器用の解毒剤のほか、生物兵器用のワクチンを研究していると考えられている。2000年代の時点で、生物兵器開発計画は把握されていないものの、必要があればいつでも開発と散布を行なうことができるのではないかという疑いがある。